# Нечулиці-Кольонія
Нечулиці-Кольонія (пол. Nieczulice-Kolonia) — село в Польщі, у гміні Павлув Стараховицького повіту Свентокшиського воєводства.
У 1975-1998 роках село належало до Келецького воєводства.